# کاپو رژیم

ساختار یک خانواده تبهکار مافیایی

کاپورِژیم / کاپودچینا (معمولاً مختصر شده به "کاپو") مقامی رهبری در مافیا (هم سیسیلی و هم ایتالیایی-آمریکایی) است که به صورت غیررسمی با عناوینی مانند "کاپیتان"، "اسکیپر" یا "سروان" نیز شناخته می‌شود.  
ویژگی‌های کلیدی:  
- عضو رسمی ("ساخته‌شده یا مرد افتخار") یک خانواده جنایت ایتالیایی  
- رهبر یک "رژیم" یا "گروه" از سربازان  
- دارای جایگاه و نفوذ قابل توجه در سازمان  
- واژه‌ای ایتالیایی که در سیسیل به رئیس یک خانواده اشاره دارد  
- در اصل، رئیس یک شاخه از سازمان جنایت که به طور مستقیم به دون (رئیس)، معاون یا رئیس خیابانی گزارش می‌دهد  
کاربرد گسترده:  
نسخه مختصر شده "کاپو" برای اشاره به اعضای ارشد کارتل‌های مواد مخدر آمریکای لاتین نیز استفاده شده است.  
نقش سازمانی:  
- فرماندهی عملیاتی یک گروه از سربازان  
- مسئول اجرای دستورات رهبری  
- حلقه ارتباطی بین رده‌های بالا و پایین سازمان  
- نظارت بر فعالیت‌های جنایی گروه تحت امر  
این سِمت یکی از ارکان کلیدی در ساختار سلسله مراتبی مافیا محسوب می‌شود.